# Allen Ruppersberg

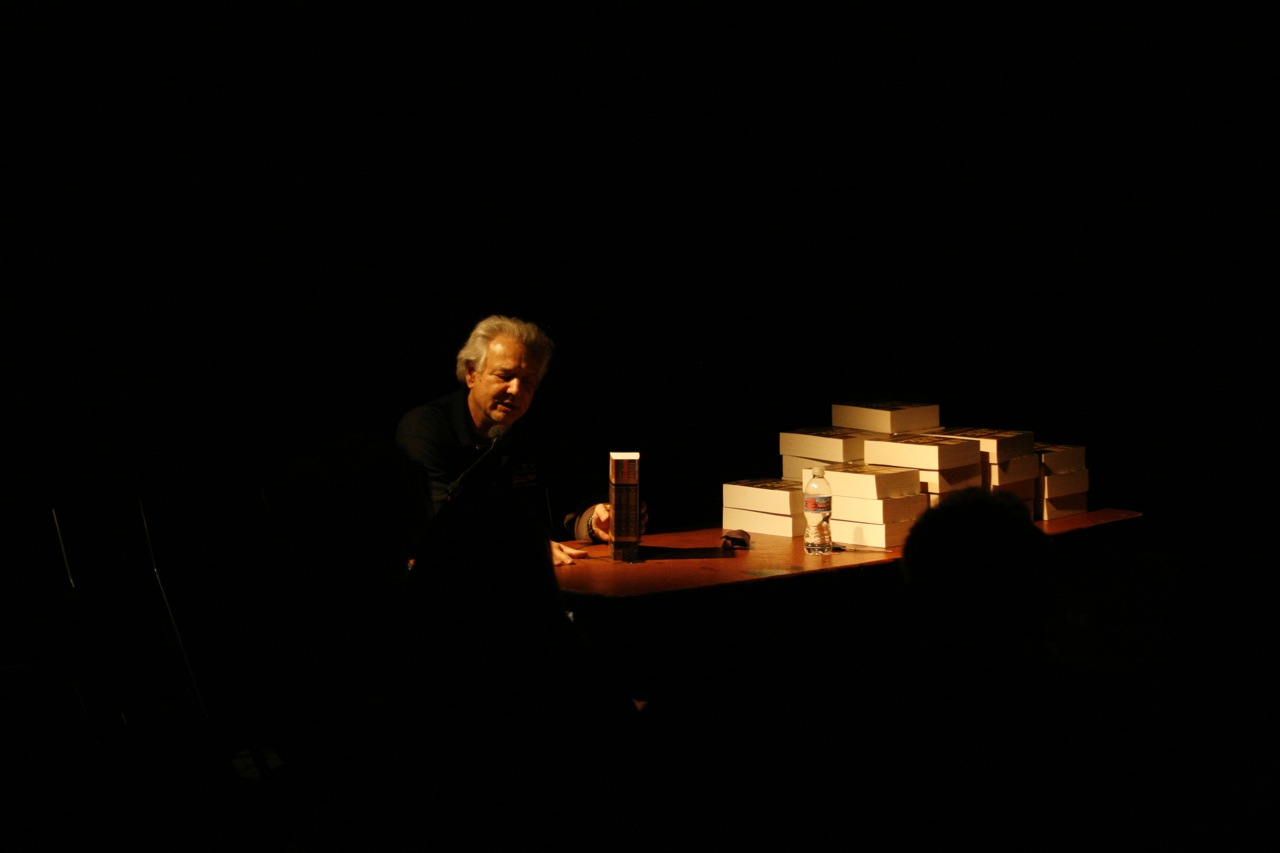
Allen Ruppersberg 2007 auf einer Lesung

Allen Ruppersberg (* 1. Mai 1944 in Cleveland, Ohio, USA; lebt in Los Angeles, Kalifornien und in New York City) ist ein US-amerikanischer Konzeptkünstler. Ruppersberg gehört zur ersten Generation von amerikanischen Konzeptkünstlern, seine Ausdrucksformen und künstlerischen Werke umfassen Gemälde, Grafiken, Fotografien, Skulpturen, Installationen und Bücher.

## Leben und Werk
Allen Ruppersberg schloss sein Studium mit einem Bachelor of Fine Arts am Chouinard Art Institute in Los Angeles (heute: California Institute of the Arts) im Jahr 1967 ab.
Während seiner frühen Jahre in Los Angeles begann er intensive Beziehungen zu Künstlern wie John Baldessari, Ed Ruscha, William Wegman und Allan McCollum aufzubauen.
Allen Ruppersberg nahm an der bedeutenden Harald-Szeemann-Ausstellung When Attitudes Become Form 1969 in Bern teil.
Seit den späten 1960er Jahren wurden seine Arbeiten in über sechzig Einzelausstellungen und fast 200 Gruppenausstellungen gezeigt. Sie befinden sich in den ständigen Sammlungen der Museen weltweit, darunter das Museum of Modern Art, New York City, Whitney Museum of American Art, New York, Museum of Contemporary Art, Los Angeles; De Appel Foundation, Amsterdam und Museum für Moderne Kunst, Frankfurt am Main und viele andere mehr.
Höhepunkte seiner künstlerischen Karriere waren die Teilnahme an der Whitney Biennale (1970, 1975, 1991), an der Documenta 5 in Kassel in der Abteilung Idee + Idee/Licht (1972), Lyon-Biennale (1997), und die Skulptur.Projekte in Münster (1997). Im Jahr 1985, organisierte das Museum of Contemporary Art in Los Angeles eine große Ausstellung von Ruppersbergs Arbeiten, die später noch im New Museum of Contemporary Art in New York gezeigt wurde.
Allen Ruppersberg Philosophie ist es, die Sprache als Mittel des Ausdrucks zu ihrem eigenen Recht zu verhelfen. Seine Kunst beschäftigt sich mit den verschiedenen Sektoren und Phänomenen der Massenmedien und beleuchtet die Konsumgesellschaft aus einem kritischen Blickwinkel.